# 白廳
白厅是英国伦敦威斯敏斯特内的一条大道，自特拉法加广场向南延伸至国会广场，亦为英国A3212号公路（特拉法加广场至切尔西）的首段。
白厅是英国政府中枢的所在地，包括英国国防部、皇家骑兵卫队阅兵场和英国内阁办公室在内的诸多部门均坐落于此，因此“白厅”一词亦为英国中央政府的代名词。街道周边的区域也可称为“白厅”。
白厅得名于怀特霍尔宫。怀特霍尔宫自亨利八世至威廉三世治下为英格兰国王居所，但在1698年焚毁，仅有国宴厅保存至今。白厅原先是宫殿前方的一条大道，18世纪时南向道路得到扩建。
除政府建筑外，白厅亦有诸多雕塑和纪念碑，如英国首要战争纪念碑和平纪念碑。白厅剧院（今特拉法加工作室）自20世纪中期起以其闹剧表演闻名。

## 地理及名称
“白厅”为都铎时代起诸多建筑的名称，可指代由浅色石材建成的建筑，亦可指代任何节庆性建筑。怀特霍尔宫即为此类建筑，并将“白厅”这一名称赋予其前方的街道。
白厅全长近0.4英里（0.64），横穿威斯敏斯特市，为中伦敦要道A3212号公路（途径国会大厦及沃克斯霍尔桥，终于切尔西）的一部分。白厅为南北向，自北始于特拉法加广场，途径英国陆军部、皇家骑兵卫队阅兵场、国防部、内阁办公室和卫生部等诸多政府建筑，终于南端的和平纪念碑，与国会街相接。白厅东侧分支有大苏格兰场和骑兵卫队大道，南段西侧分支则为唐宁街。
距离白厅最近的地铁站为北端的查令十字地铁站和南端的威斯敏斯特站。伦敦多条公交车路线经由白厅，包括12号、24号、53号、88号、159号及453号线。

## 历史

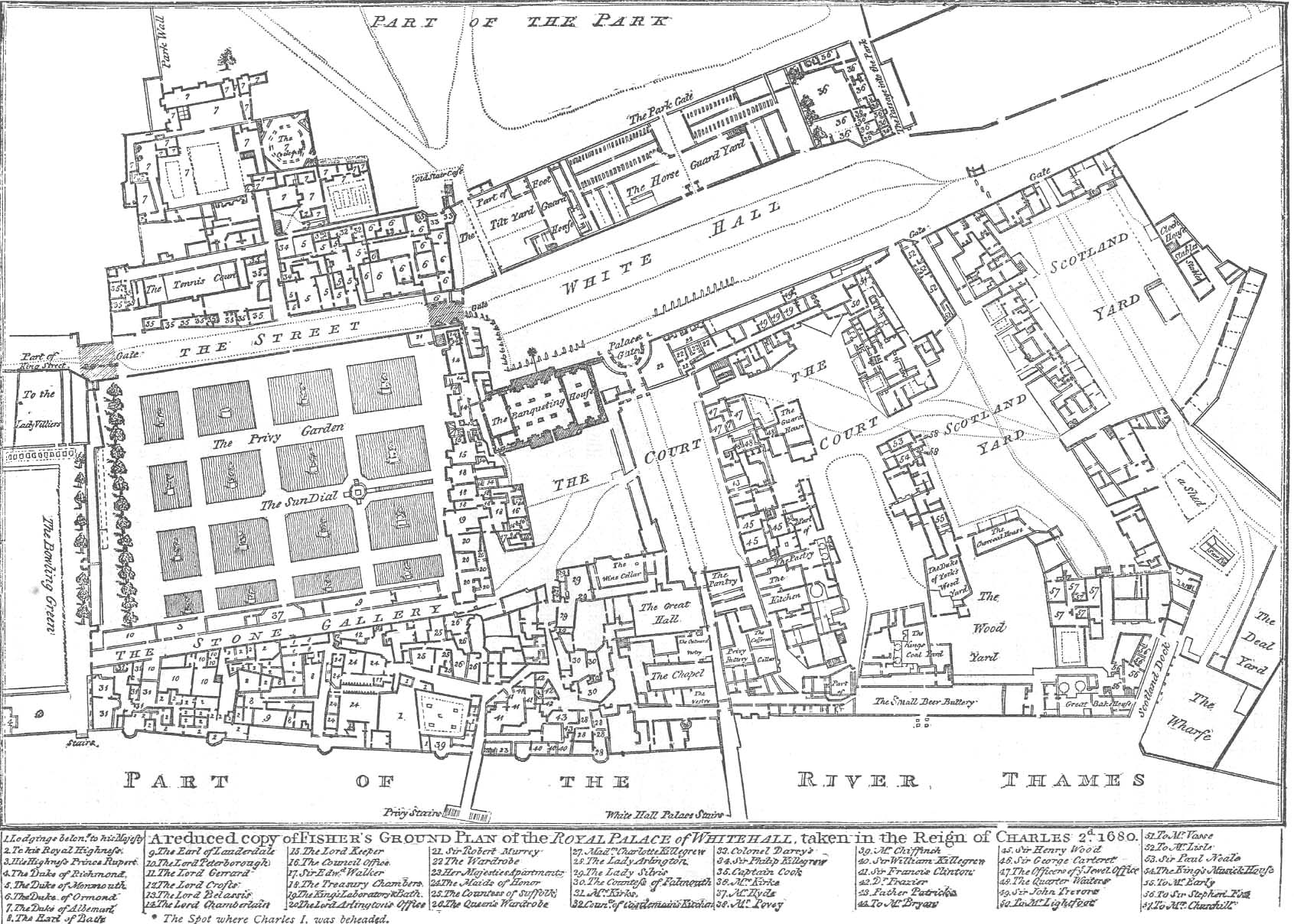
1680年白厅地图，图中有怀特霍尔宫和苏格兰场。霍尔拜因门西面的街道称“大街”（The Street）

自中世纪起查令十字与威斯敏斯特即有道路相连。12世纪史学家威廉·菲茨斯蒂芬称其为一条“漫长市郊道，广阔美丽的花园及果园遍布其间，为市民所有”。最初只有查令十字和霍尔拜因门间的路段称“白厅”，霍尔拜因门之后的路段则称“大街”（The Street），大街尽头为国王街门（King Street Gate），前方为国王街（King Street）。16世纪白厅已发展为一条居民街，至17世纪成为颇受欢迎的居住地，埃芬厄姆霍华德勋爵和埃德蒙·斯宾塞均曾定居于此。
白厅东侧的宫殿原名约克宫（York Palace），在亨利八世治下更名怀特霍尔宫。1531年至1532年宫殿经历改造，并于1530年代后期成为亨利八世主要居所。1533年亨利于此同安妮·博林成婚，1536年于此同简·西摩成婚，1547年于此过世。查理一世在宫内储藏大量艺术品，威廉·莎士比亚数部剧作亦于此首演。1689年威廉三世迁往肯辛顿宫，怀特霍尔宫不再为王室居所。1691年宫殿在大火中受损，克里斯多佛·雷恩借此对宫殿正门进行了改造。1698年一名洗衣妇粗心大意引发大火，怀特霍尔宫近乎全部焚毁。
1572年第一代班伯里伯爵威廉·诺利斯于白厅西端建沃林福德宫。查理一世曾居于此。威廉三世统治时期海军部购得此建筑。沃林福德宫原址现为旧海军部建筑所占。

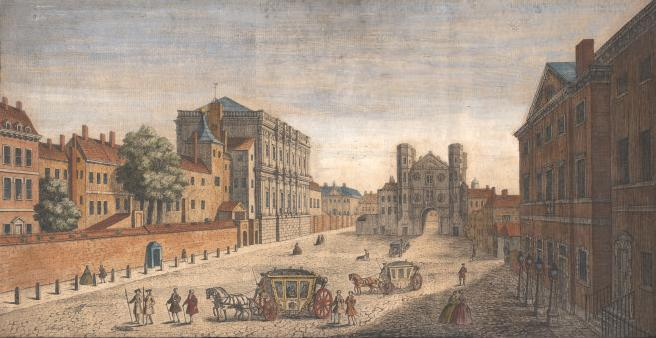
1740年南望白厅景观：左为国宴厅（伊尼戈·琼斯1622年建），右为财政部建筑（威廉·肯特1733至37年建），中为霍尔拜因门（1532年建，1759年拆除）。

1622年伊尼戈·琼斯设计建造国宴厅，为怀特霍尔宫的延伸，亦为伦敦首幢文艺复兴建筑。怀特霍尔宫焚毁后，国宴厅成为旧宫殿幸存的唯一部分，日后成为皇家三军研究院博物馆，1963年起对外开放。
1647年奥利弗·克伦威尔迁至白厅，居于沃林福德宫。两年后查理一世乘车途径白厅前往威斯敏斯特厅接受审判。白厅道路宽敞，足以于国宴厅前立一脚手架，以处决查理。国王在被斩首前向民众发表了简短讲话。1658年克伦威尔死于怀特霍尔宫。
1665年伦敦大瘟疫中，民众拥往白厅（当时位于伦敦市区边缘）乘马车试图逃离。国王及宫廷一度迁至牛津以避瘟疫。塞缪尔·皮普斯于其6月29日日记中写道：“白厅水畔庭前挤满马车及出逃人群。伦敦此地疫情日益糟糕”。
至18世纪，霍尔拜因门南段道路狭窄，交通状况日益恶化，因此1723年国王街门拆除，1759年霍尔拜因门亦遭拆除。白厅辅路国会街自怀特霍尔宫延伸至威斯敏斯特宫。怀特霍尔宫焚毁后，国会街扩建，与白厅同宽。1899年唐宁街与大乔治街间一系列建筑拆除，白厅因此有了今日的相貌。

## 政府建筑

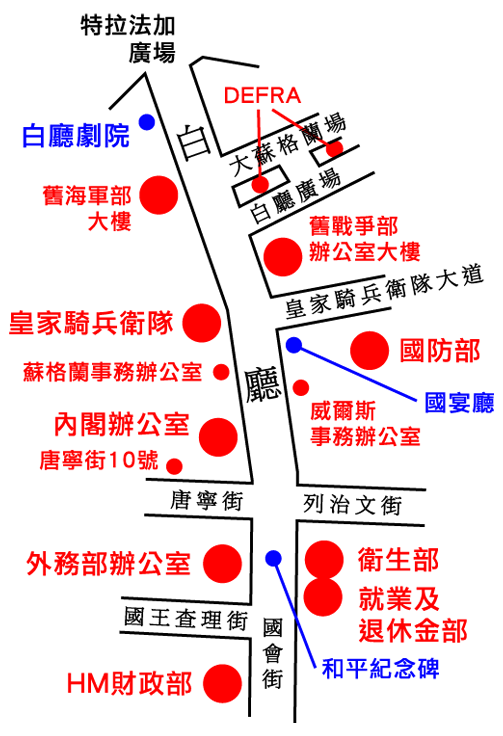
白厅、周边道路及政府建筑

怀特霍尔宫焚毁时王与国的分离已日渐重要，议会有权控制军队和立法。政府希望同君主保持一定距离，白厅附近的建筑（圣詹姆士公园将其与圣詹姆士宫隔离开）便成为了理想的办公地点。
1750年代威廉·肯特于一长枪比武场旧址设计建造骑兵卫队阅兵场，以取代过去内战时期的卫队楼。阅兵场主楼有一马车拱门及二人行拱门，供阅兵场及白厅间人车来往。正中拱门上刻“SMF”与“StMW”，划定圣马田教堂（St Martin's in the Fields）及圣玛格丽特教堂（St Margaret's, Westminster）二堂区界限。
19世纪白厅区域居民楼私人租赁合同到期，所有权转归国君，宫廷则将这些建筑转为办公用途。“白厅”一词日后发展为英国政府相应部门的代名词。白厅中段多为军方建筑，英国国防部办公楼位于一侧，对面则为英国陆军及皇家海军前总部、皇家联合军种研究院、骑兵卫队阅兵场及海军部建筑。政府建筑自北向南有海军部建筑（外交和联邦事务部等）、国际发展部（22号）、能源及气候变化部（55号）、陆军部旧址、国会法律顾问办公室（36号）、骑兵卫队楼、国防部主楼、多佛宫（包括苏格兰办公室）、格威瑟宫（包括威尔士办公室）、内阁办公室（70号）、外交和联邦事务部及大乔治街政府办公楼（财政部、税务海关总署和内阁办公室的一部分）。

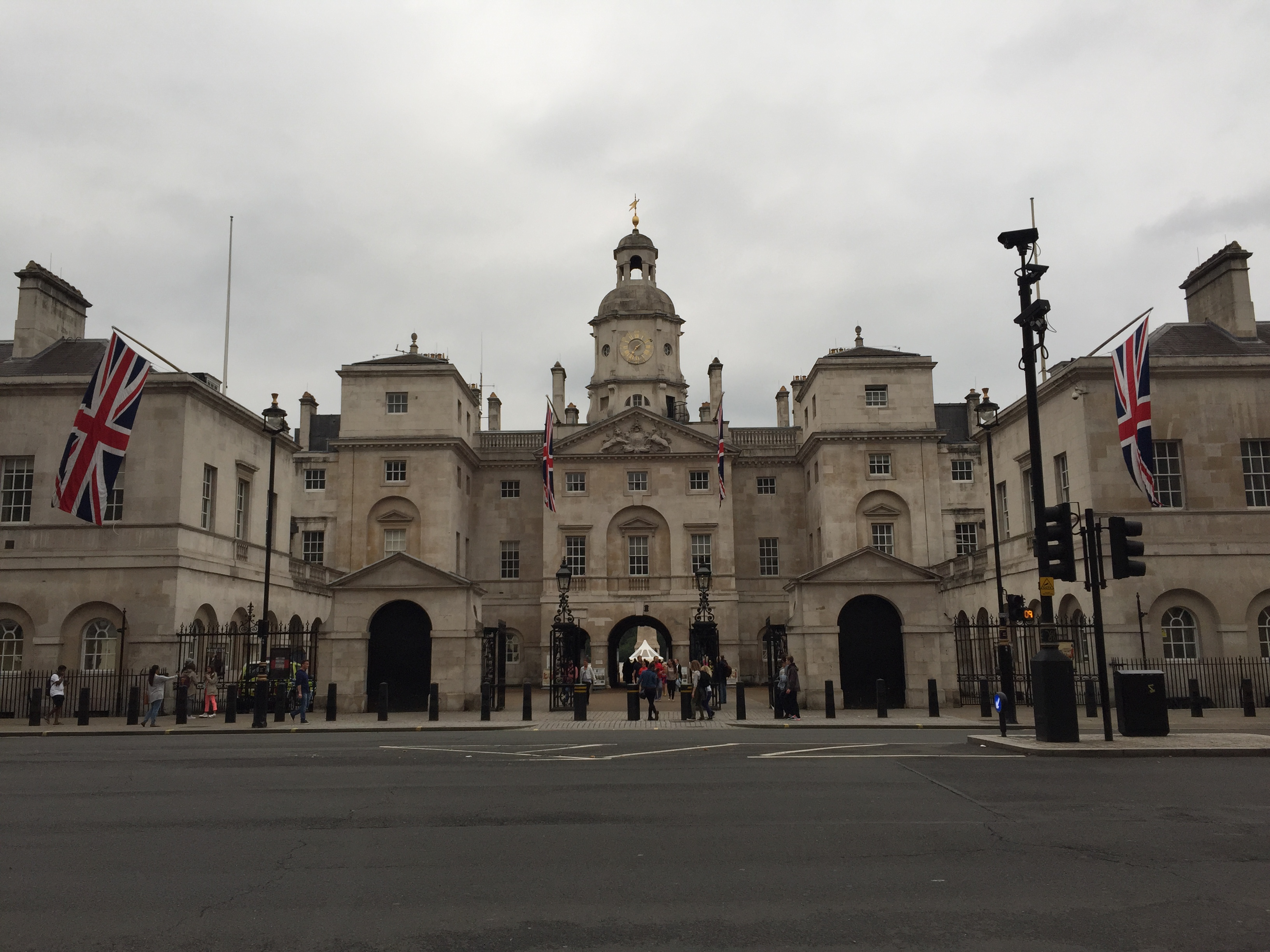
骑兵卫队楼。三个拱门连接白厅及骑兵卫队阅兵场

伦敦警察厅总部苏格兰场原址位于白厅东北端大苏格兰场。旧苏格兰场建筑位于怀特霍尔宫原址之上，原先为苏格兰国王来访时的居所。19世纪时小苏格兰场和大苏格兰场同白厅广场合并，仅余大苏格兰场一条街。1820年代白厅广场4号无人使用，罗伯特·皮尔爵士即在1829年建立警察厅时指定其为总部所在地。总部正式名称为伦敦警察厅，但很快获得“大苏格兰场”这一俗称，日后演化为“苏格兰场”。1883年爱尔兰民族主义者引爆炸弹，建筑受损。1884年5月30日芬尼亚会成员发动恐怖袭击，苏格兰场外墙炸出一个大洞，邻近的日升酒吧则被炸毁。1890年警察厅总部迁离白厅。
唐宁街位于白厅西南端及国会街北端，得名于乔治·唐宁爵士（1680年于白厅西侧建一排房屋）。1990年，在经受一系列恐怖袭击后，唐宁街不再对公众开放，前后两端设起岗哨。1991年2月7日，临时爱尔兰共和军自白厅一厢型车内向唐宁街10号发射迫击炮，其中一枚炮弹于花园内引爆。
威斯敏斯特市议会批准一项耗资2500万英镑的方案，进一步改善白厅政府建筑安保措施。方案加宽人行道，改善照明，安装数百混凝土及钢制安全屏障。
里士满府（79号）自1987年起为卫生部所在地。2020年起国会大厦将斥资70亿英镑进行改建及现代化工程，里士满府将暂时成为国会辩论堂。

## 纪念碑

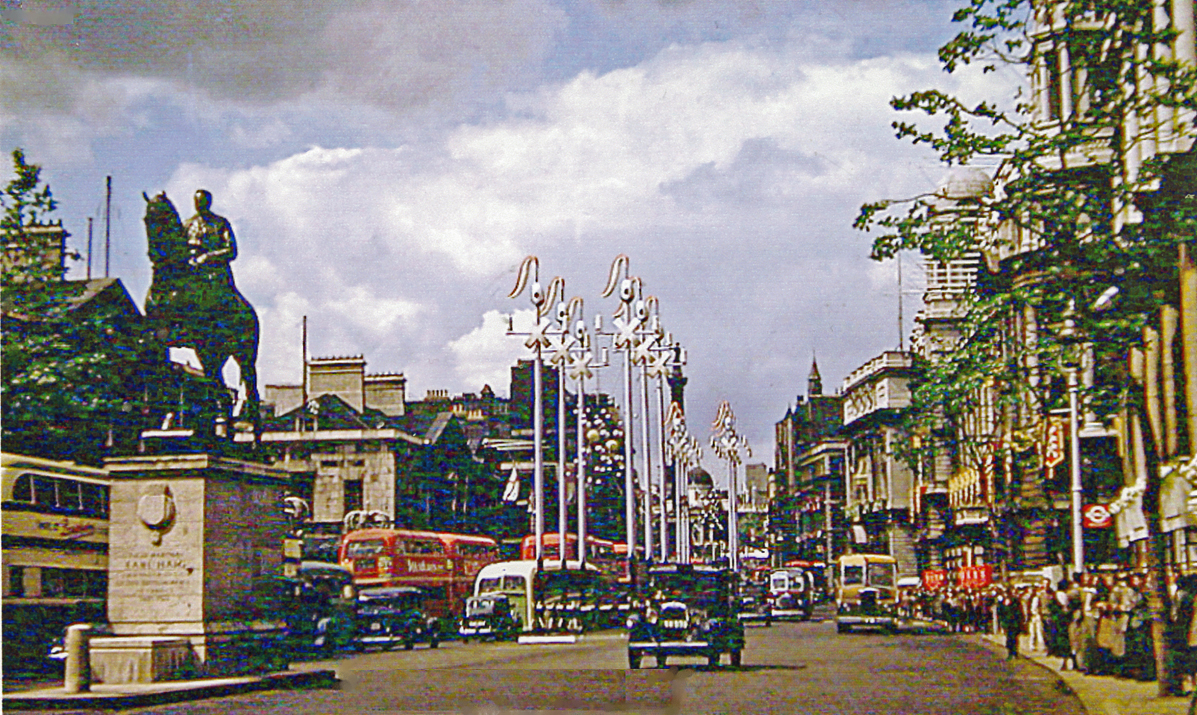
1953年北望白厅景观。车行道正中为黑格伯爵纪念碑

白厅及附近区域有一系列雕塑和纪念碑，以纪念戰事胜利及英軍领袖。和平纪念碑由埃德温·鲁琴斯设计，1919年于白厅南端竖立，纪念第一次世界大战胜利，后来亦用于纪念第二次世界大战。其为英国首要战争纪念碑，每年国殇星期日纪念活动于此举行，在位君主及政界领袖将会到场。2005年第二次世界大战妇女纪念碑于和平纪念碑北侧及白厅车行道正中竖立。
皇家坦克团纪念碑位于白厅东北端白厅广场与白厅庭交界处，2000年竖立，纪念两次大战中的坦克团，描绘五名二战期间的坦克人员。廓尔喀纪念碑位于坦克团纪念碑南侧及白厅东侧的骑兵卫队大道上。
白厅亦有其他六座纪念碑，自北向南分别为：剑桥公爵乔治亲王（英国陆军总司令）纪念碑；第八代德文郡公爵斯宾塞·卡文迪许（自由党、自由统一党及保守党领袖）纪念碑；第一代黑格伯爵道格拉斯·黑格纪念碑（称黑格伯爵纪念碑）；伯纳德·蒙哥马利元帅（陆军第8军、第21军团总指挥及帝国总参谋长）纪念碑；第一代斯利姆子爵威廉·斯利姆（陆军第14军总指挥及澳洲總督）纪念碑；第一代艾伦布鲁克子爵艾伦·布鲁克（帝国总参谋长）纪念碑。

## 文化

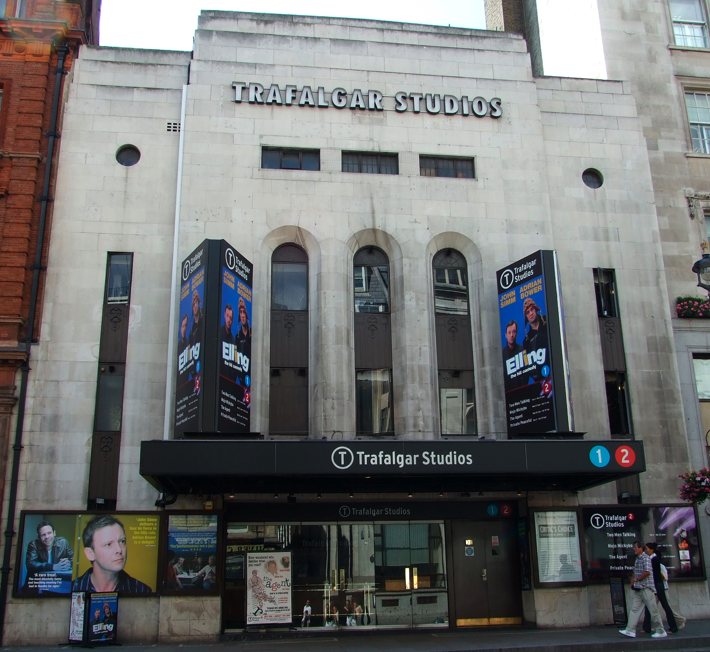
白厅剧院（今特拉法加工作室），1930年开张，现为二级登录建筑。

白厅剧院于1930年开张，位于白厅西北端，所在地曾为17世纪的老船酒馆。1942年讽刺剧《白厅蠢行》开演，内容露骨，由脱衣舞女菲莉斯·迪克西参演，引发广泛争议。剧院以其闹剧闻名，继承了16世纪时怀特霍尔宫弄臣表演的传统，包括1950年代至1960年代布莱恩·里克斯出演的剧目以及1981年约翰·威尔斯和《私探》杂志编辑理查德·英格拉姆斯所作讽刺剧《有人要丹尼斯吗》。白厅剧院于1996年成为二级登录建筑，2004年改名特拉法加工作室。
由于白厅为英国政府中枢，多部政治喜剧均取景于此，如BBC《是，大臣》及《幕后危机》。
白厅、蓓尔美尔和诺森伯兰大街为英国版地產大亨三个紫格。三条街道于特拉法加广场交汇。

### 書籍及文獻
- Brown, Colin. . Simon and Schuster. 2009. ISBN 978-1-847-37738-8.
- Matthews, Peter. . Bloomsbury. 2012. ISBN 978-0-747-81121-3.
- Moore, Tim. . Vintage. 2003. ISBN 978-0-099-43386-6.
- Richardson, John. . University of California Press. 2000. ISBN 978-0-520-22795-8.
- Shepherd, Robert. . A&C Black. 2012. ISBN 978-0-826-42380-1.
- Weinreb, Ben; Hibbert, Christopher; Keay, Julia; Keay, John. . Pan McMillan. 2008. ISBN 978-1-4050-4924-5.

## 延伸阅读
- Whitehall Through the Centuries by George S Dugdale (Assistant at the London Museum) with black and white reproductions and plans. A foreword by Sir Edward Bridges. First published by Phoenix House (London) in 1950 with no ISBN.
- Stone to Build London: Portland's Legacy, Gill Hackman,Folly Books, Monkton Farleigh, 2014, ISBN 978-0-9564405-9-4. Book includes details of many of the Portland stone buildings in Whitehall, including the Cenotaph, Banqueting House, Horse Guards, Foreign and Commonwealth Office and Ministry of Defence.